# Austalis smaragdi
Austalis smaragdi är en tvåvingeart som först beskrevs av Walker 1849.  Austalis smaragdi ingår i släktet Austalis och familjen blomflugor. Inga underarter finns listade i Catalogue of Life.